# Centraal station van Helsinki
Het centraal station van Helsinki (Fins: Helsingin päärautatieasema; Zweeds: Helsingfors centralstation) is het belangrijkste treinstation van de Finse hoofdstad Helsinki, gelegen aan de Rautatientori.
Het is een belangrijk overstappunt voor het openbaar vervoer. Naast de treinen van de nationale spoorwegmaatschappij Valtion Rautatiet komen hier de metro van Helsinki, de meeste lijnen van de tram van Helsinki en vele stads- en streekbussen.

## Beschrijving
Het eerste station van Helsinki werd in 1860 geopend. Het was in neoclassicistische stijl ontworpen door de Zweedse architect Carl Albert Edelfelt voor wat tegelijkertijd de eerste Finse treinverbinding was, tussen Helsinki en Hämeenlinna. Het treinstation werd echter al snel te klein. In 1904 werd een ontwerpwedstrijd uitgeschreven voor een nieuw station. Deze wedstrijd werd gewonnen door Eliel Saarinen en het nieuwe station opende in 1919.
Het gebouw is grotendeels bekleed met Fins graniet. Tot de opvallende karakteristieken behoren de grote klokkentoren en de tweemaal twee lantaarns in de vorm van gestileerde wereldbollen, vastgehouden door reusachtige standbeelden aan weerszijden van de hoofdingang. Deze beelden worden door de nationalie spoorwegmaatschappij Valtion Rautatiet vaak gebruikt in advertenties en reclamefilmpjes.
Het kopstation heeft 19 perronsporen, waarvan drie voor lokale treinen aan de oostzijde van het gebouw. De sporen 4 tot en met 19, vooral voor lange-afstandstreinen, bevinden zich onder de grote overkappingen.
In 1960 werd een ondergrondse tunnel aangebracht onder het plein voor het station die een aantal nabijgelegen winkels met elkaar verbond. In 1982 werd in die tunnel het metrostation Rautatientori aangelegd.
In 2010 werd de naam van het station gewijzigd van Helsingin rautatieasema (Station Helsinki) naar Helsingin päärautatieasema (Centraal station Helsinki).

## Presidentiële wachtzaal
Het station heeft een speciale wachtruimte van 50 vierkante meter en een aparte ingang voor de president en zijn gasten. Deze was oorspronkelijk ontworpen voor de tsaar van het keizerrijk Rusland, maar omdat Finland tijdens de bouw in 1918 onafhankelijkheid had verkregen werd de ruimte bestemd voor het nieuwe staatshoofd: de president van Finland. Op 19 december 1940 stierf president Kyösti Kallio tijdens een aan hem gewijde afscheidsceremonie op het station aan een hartaanval. Hij was net afgetreden en zou per trein naar zijn huis in Nivala reizen.

## Treinen
De volgende treinen stoppen op het station:
| Serie | Treinsoort                                           | Route                                                                                        | Bijzonderheden |
| ----- | ---------------------------------------------------- | -------------------------------------------------------------------------------------------- | --- |
| 20    | InterCity (VR-Yhtymä)                                | Helsinki – Tampere – Oulu                                                                    | Rijdt een keer per twee uur. |
| 40    | InterCity (VR-Yhtymä)                                | Helsinki – Tampere – Vaasa                                                                   | Rijdt een keer per twee uur. Stopt niet altijd in Parkano |
| 80    | Pendolino (VR-Yhtymä)                                | Helsinki – Tampere – Jyväskylä                                                               | Rijdt enkele keren per dag en niet op zaterdag. |
| 100   | InterCity (VR-Yhtymä)                                | Helsinki – Tampere – Jyväskylä – Pieksämäki                                                  | Rijdt een keer per twee uur. Stopt niet altijd tussen Tikkurila en Tampere. |
| 900   | InterCity (VR-Yhtymä)                                | Helsinki – Kupittaa ‒ Turku – Turku-Haven                                                    | Rijdt doordeweeks en op zaterdag- en zondagmiddag één keer per uur. Op zaterdag- en zondagochtend een keer per twee uur. Stopt beperkt in Kirkkonummi. Wegens langdurige werkzaamheden rijden er bussen tussen Kuppitaa en Turku-Haven. |
| 9800  | Pendeltrein (VR-Yhtymä)                              | Helsinki – Lahti – Kouvola                                                                   | Rijdt ieder uur. In de spits rijden enkele treinen door tot Kouvola. |
| U     | Pendeltrein (VR-Yhtymä en Helsingin seudun liikenne) | Helsinki – Pasila – Huopalahti – Leppävaara – Kauklahti – Kirkkonummi                        | Rijdt ieder halfuur. |
| E     | Pendeltrein (VR-Yhtymä en Helsingin seudun liikenne) | Helsinki – Pasila – Huopalahti – Leppävaara – Kauklahti                                      | Rijdt ieder halfuur. |
| K     | Pendeltrein (VR-Yhtymä en Helsingin seudun liikenne) | Helsinki – Pasila – Tikkurila – Kerava                                                       | Rijdt iedere tien minuten en op zondag ieder halfuur. |
| A     | Pendeltrein (VR-Yhtymä en Helsingin seudun liikenne) | Helsinki – Pasila – Huopalahti – Leppävaara                                                  | Rijdt iedere tien minuten en in het weekend ieder halfuur. |
| P     | Pendeltrein (VR-Yhtymä en Helsingin seudun liikenne) | Helsinki – Pasila – Huopalahti – Luchthaven – Tikkurila – Pasila – Helsinki                  | Rijdt iedere tien minuten en op zondag ieder kwartier. |
| I     | Pendeltrein (VR-Yhtymä en Helsingin seudun liikenne) | Helsinki – Pasila – Tikkurila – Luchthaven – Huopalahti – Pasila – Helsinki                  | Rijdt iedere tien minuten en op zondag ieder kwartier. |
| L     | Pendeltrein (VR-Yhtymä en Helsingin seudun liikenne) | Helsinki – Pasila – Huopalahti – Leppävaara – Kauklahti – Kirkkonummi                        | Rijdt 's ochtends vroeg en 's avonds laat een keer in het halfuur. Rijdt in de nachten van vrijdag op zaterdag en zaterdag op zondag eenmaal per uur.                                                                                   |
| X     | Pendeltrein (VR-Yhtymä en Helsingin seudun liikenne) | Helsinki – Pasila – Huopalahti – Leppävaara – Kauklahti – Kirkkonummi – Siuntio              | Doordeweeks enkele treinen. |
| Y     | Pendeltrein (VR-Yhtymä en Helsingin seudun liikenne) | Helsinki – Pasila – Huopalahti – Leppävaara – Kauklahti – Kirkkonummi – Siuntio              | Doordeweeks enkele treinen. |
| D     | Pendeltrein (VR-Yhtymä en Helsingin seudun liikenne) | Helsinki – Pasila – Tikkurila – Kerava – Riihimäki – Hämeenlinna                             | Rijdt beide kanten op eens per dag en alleen doordeweeks. |
| R     | Pendeltrein (VR-Yhtymä en Helsingin seudun liikenne) | Helsinki – Pasila – Tikkurila – Kerava – Riihimäki – Hämeenlinna – Toijala – Tampere – Nokia | Rijdt ieder halfuur. |
| Z     | Pendeltrein (VR-Yhtymä en Helsingin seudun liikenne) | Helsinki – Pasila – Tikkurila – Kerava – Lahti – Kouvala                                     | Rijdt een keer per uur. |
| T     | Pendeltrein (VR-Yhtymä en Helsingin seudun liikenne) | Helsinki – Pasila – Tikkurila – Kerava – Riihimäki                                           | Enkele treinen 's nachts. |

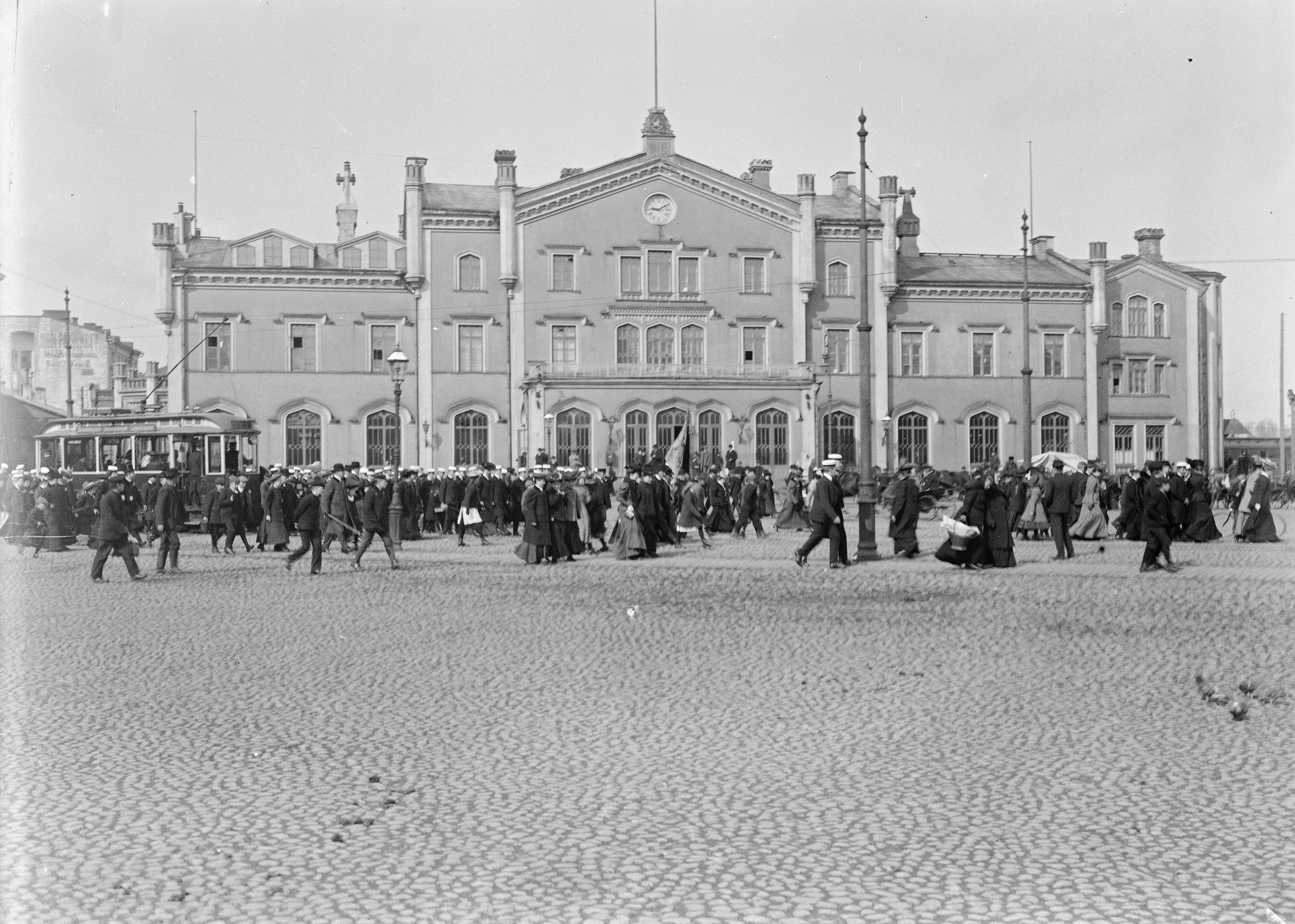
Het oude station (1860-1919)
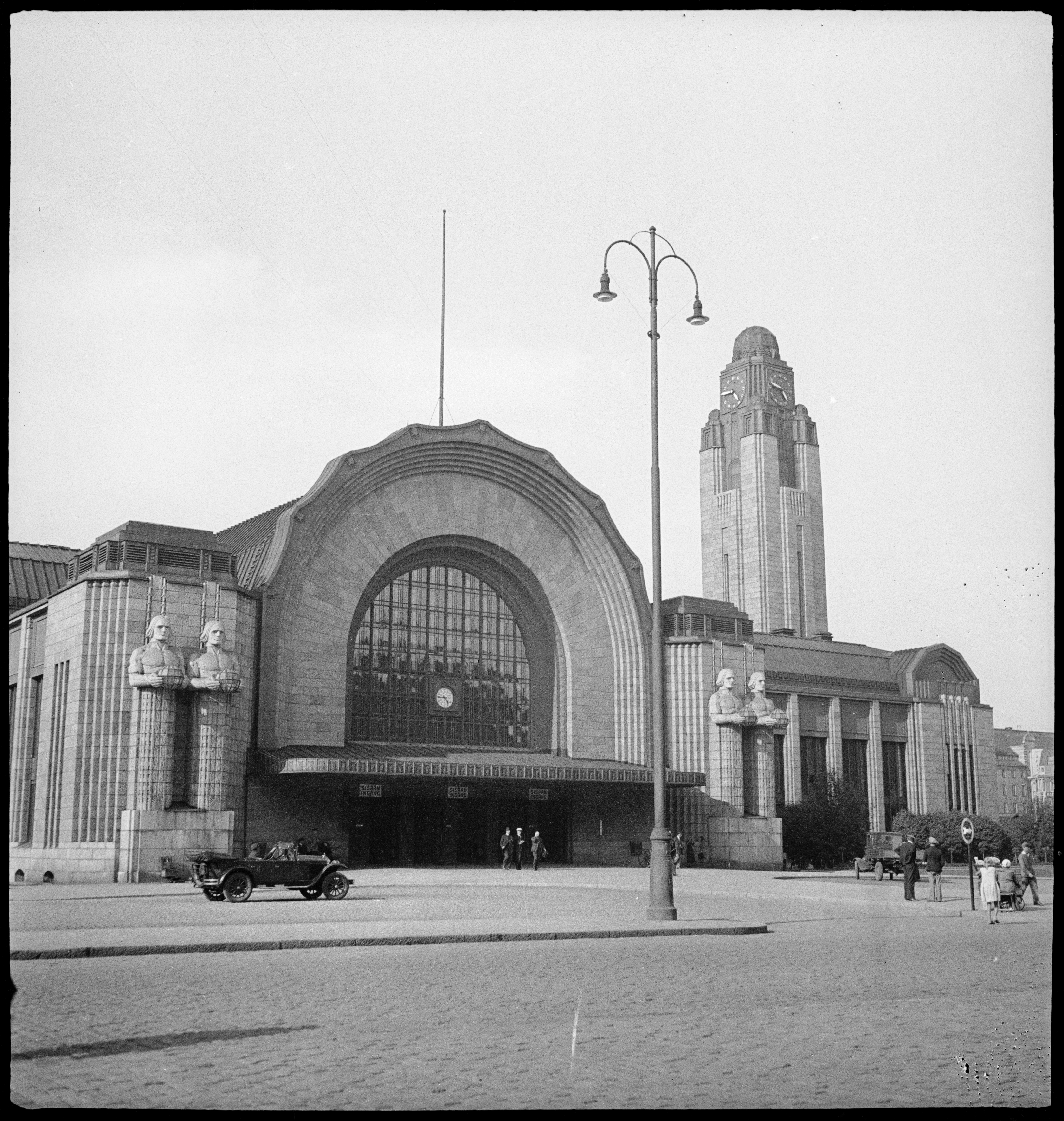
Het station in 1937
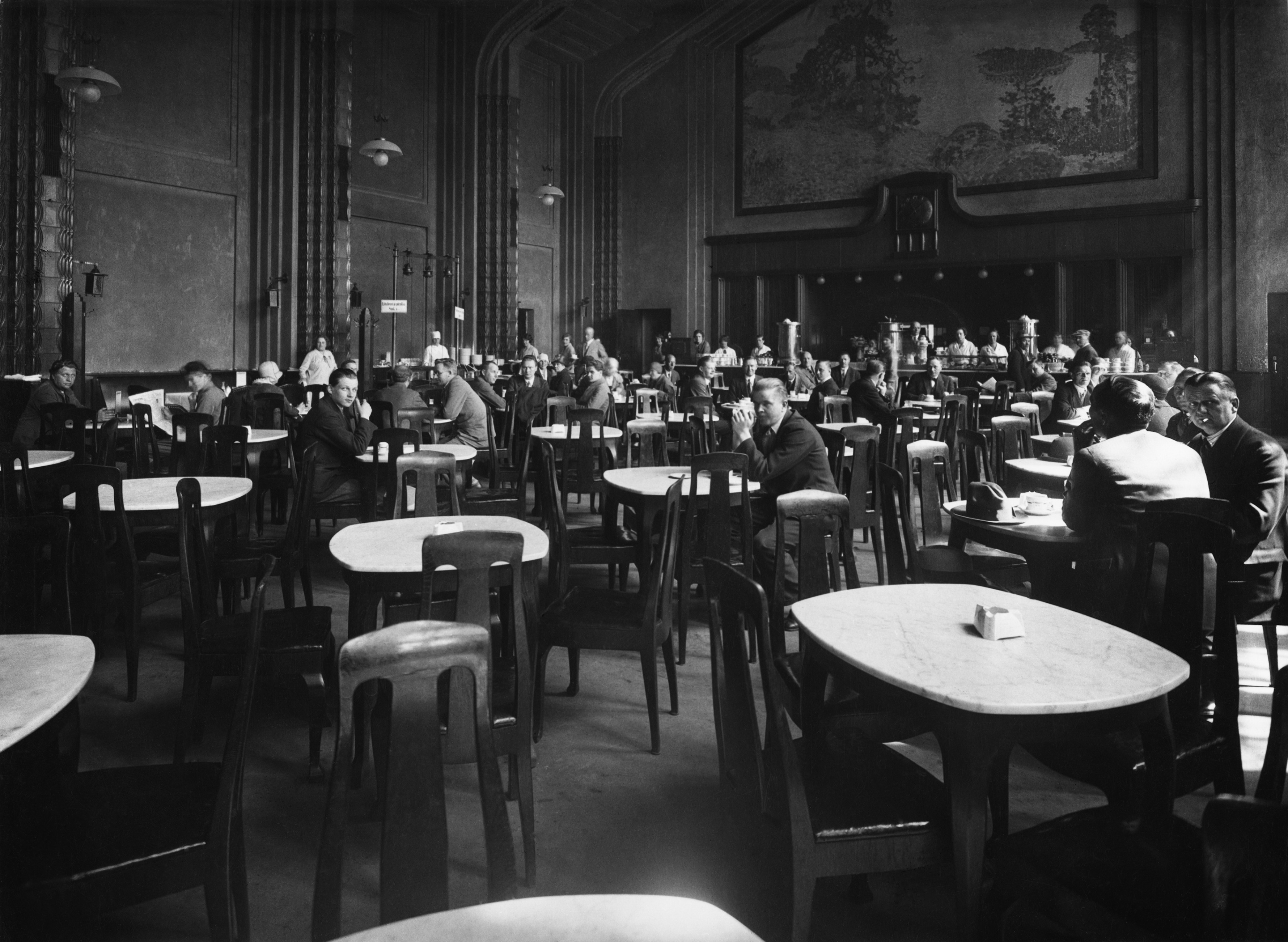
Restauratie in de jaren dertig
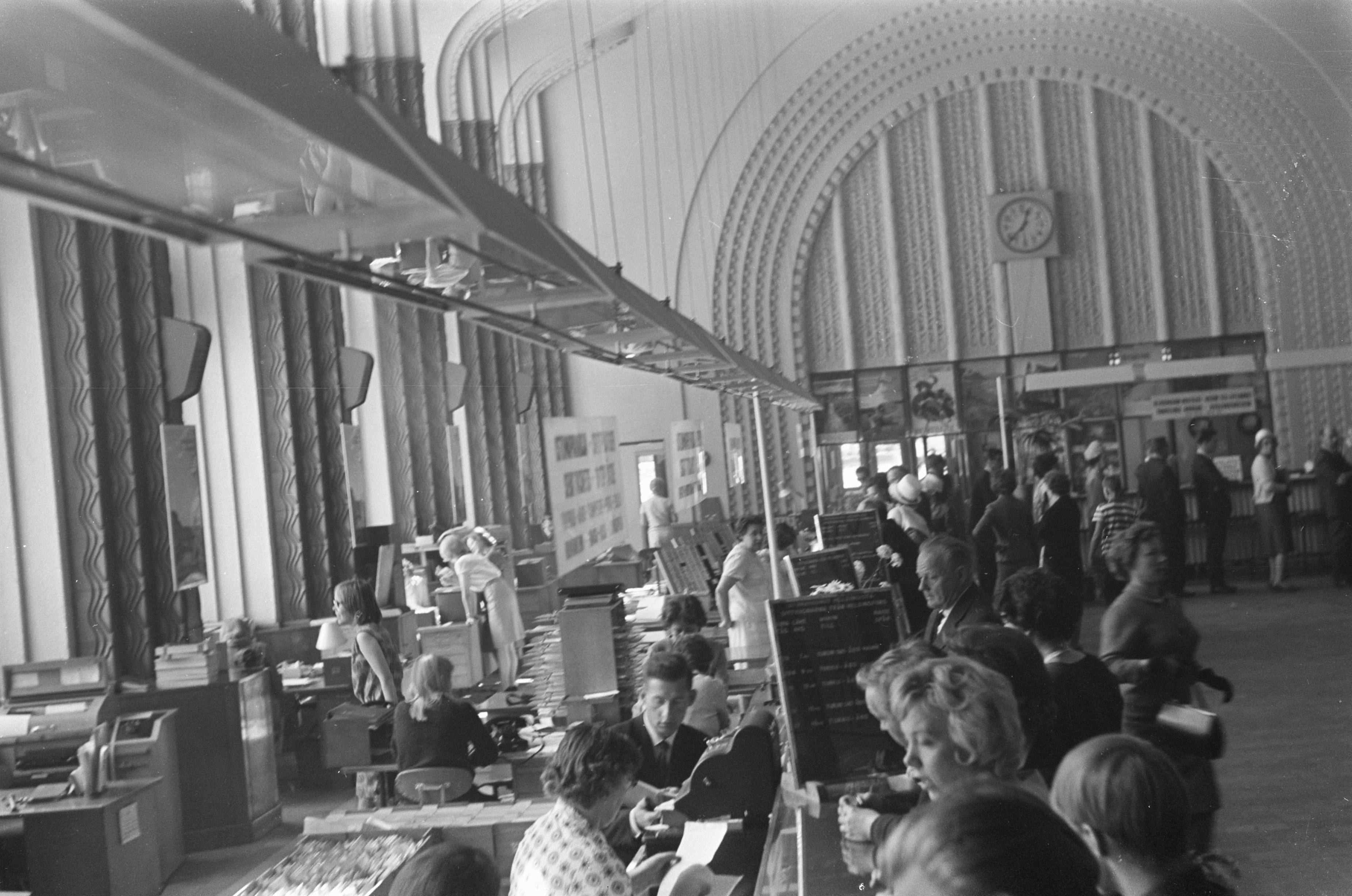
Stationshal in 1967
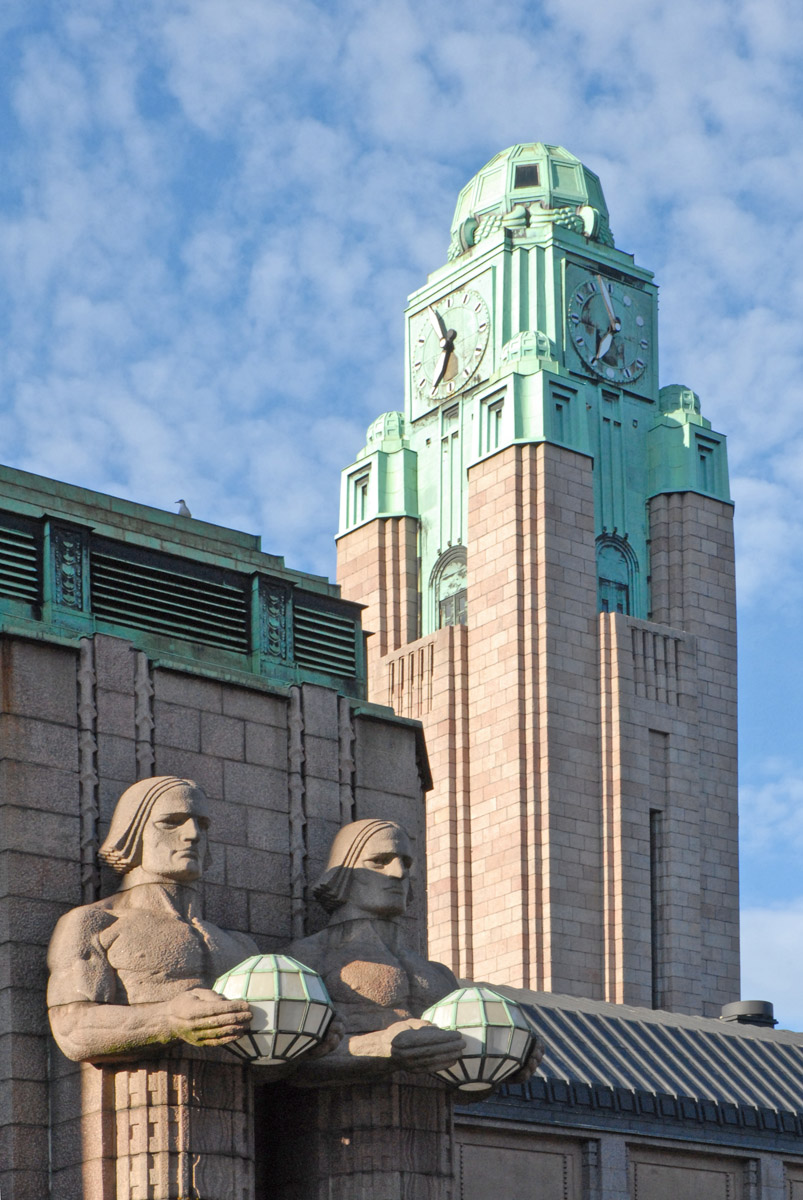
De beelden en de toren
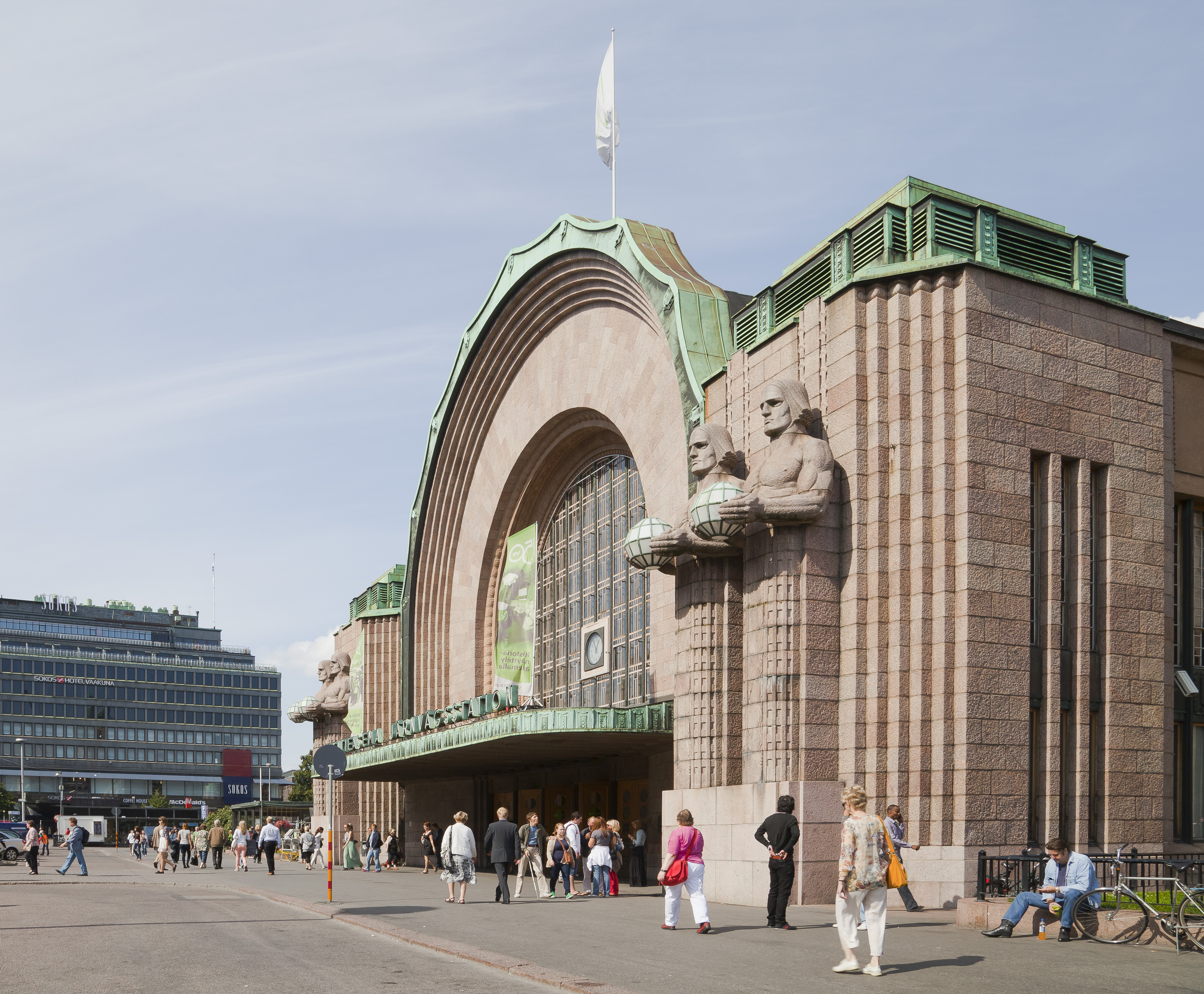
De hoofdingang in 2014
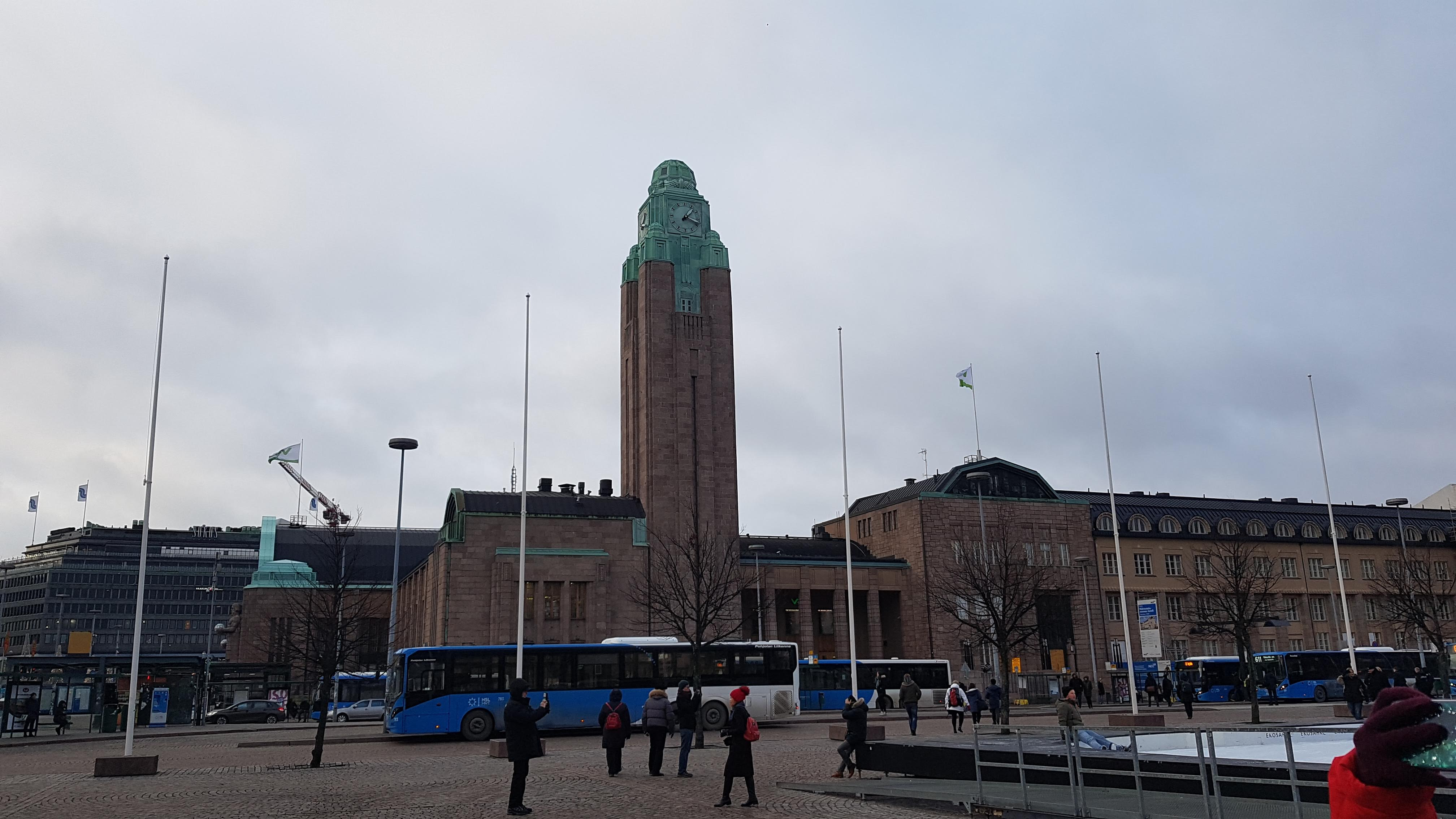
Het station vanaf het stationsplein
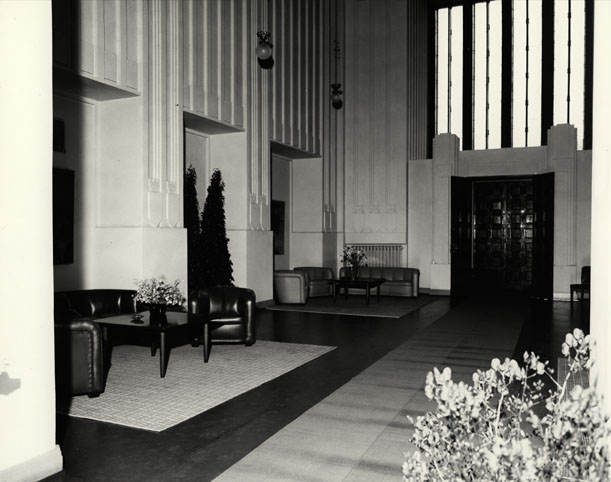
Presidentiële wachtruimte in 1956
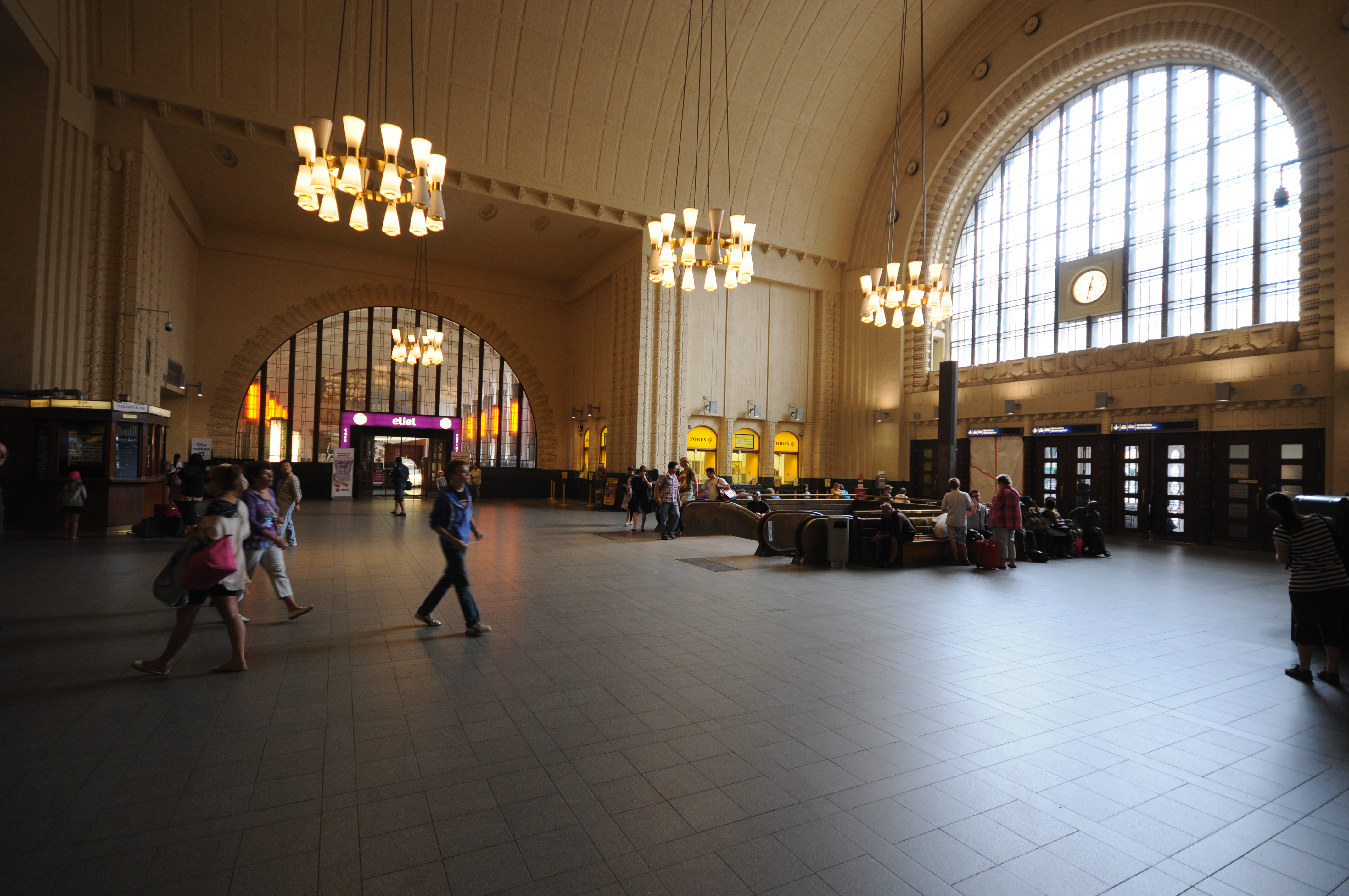
Centrale hal
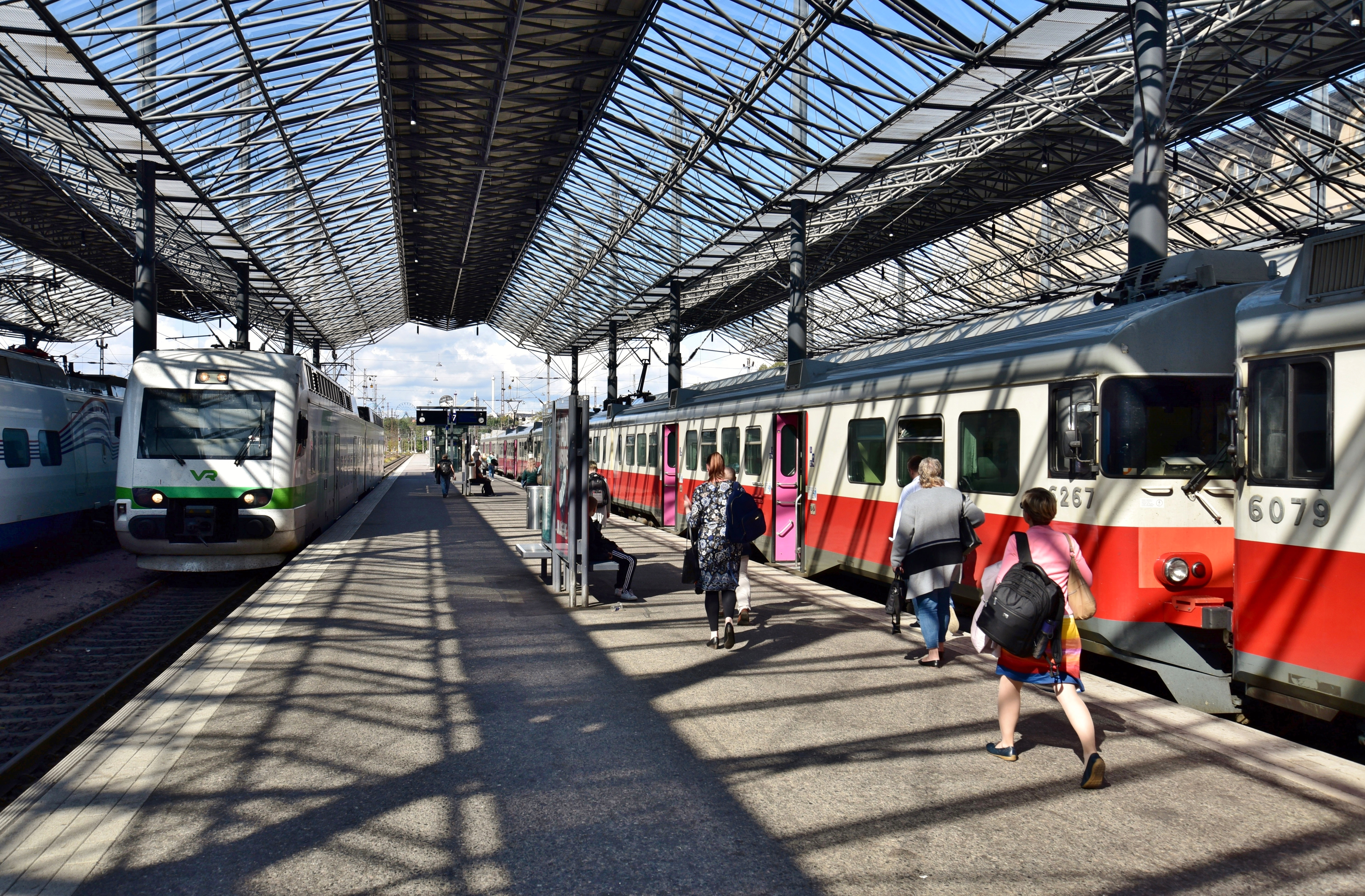
Treinen in het station, 2019
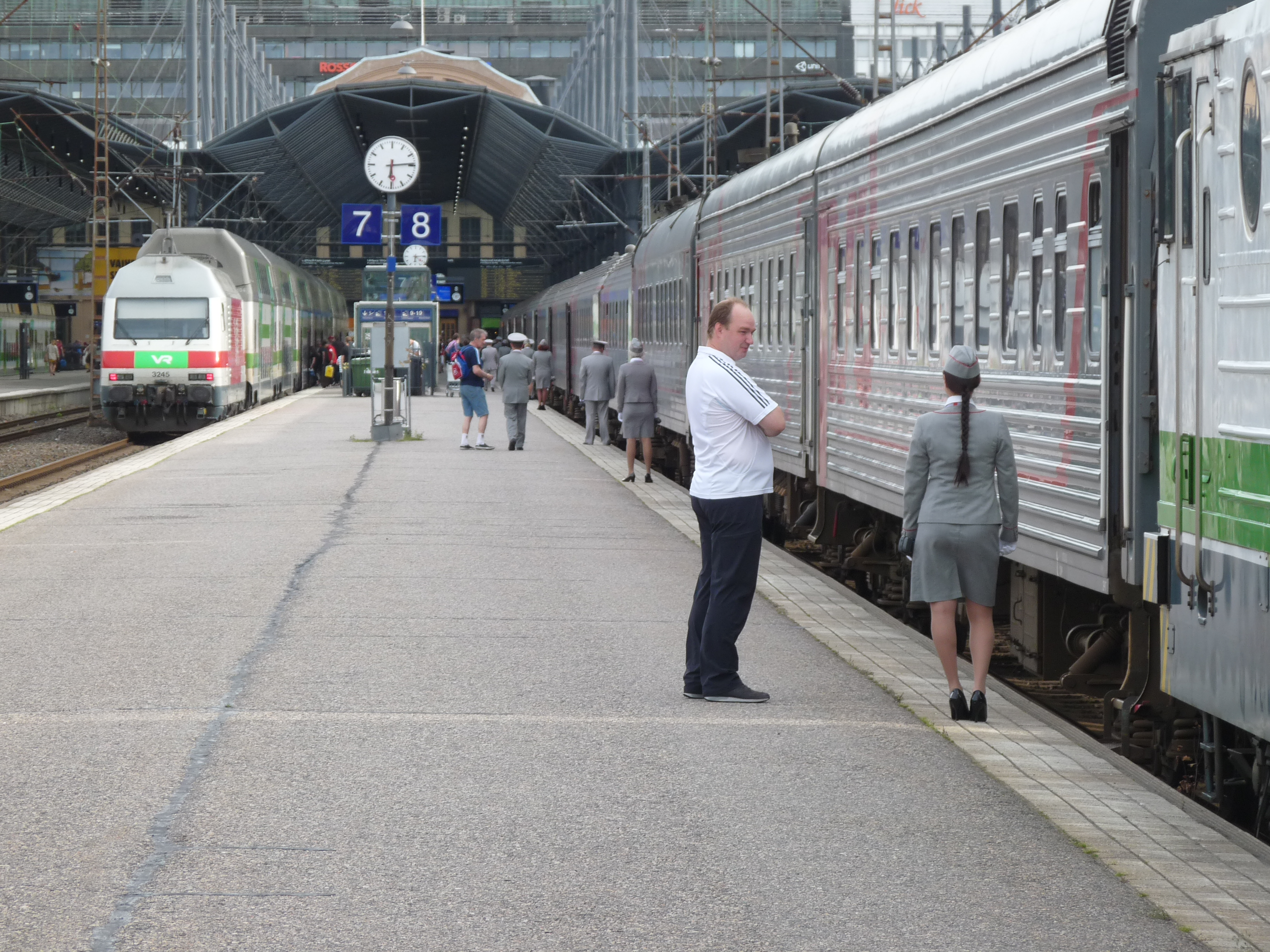
Nachttrein naar Moskou, 2016